# Skazi
O projeto Skazi é formado pela dupla israelita Asher Swissa (guitarras prodactionand music ) e assaf bivas B-Bass (fxes). Em suas criações a dupla criou um estilo único de psy trance, usando muitas guitarras, synths poderosos e batidas pesadas. A dupla se apresentou em centenas de raves no mundo todo, incluindo Japão, Rússia, Estados Unidos, Alemanha, Israel, Portugal e Brasil. 
Dentro dos seus maiores sucessos estão: Hit N' Run, Super Skazi, Rock 'N' Roll (parceria com Michele Adamson), Acelera, GTR, K.O, Vampire, XTC, Out of Space, Psytisfaction (remix da música Satisfaction de Benny Benassi) e o famoso remix de "I Wish" (música dos artistas também israelenses Infected Mushroom). Skazi já dividiram o palco com grandes nomes do psytrance atual como: Eskimo, Astrix, Dali, Infected Mushroom, S.U.N. Project, GMS, 1200 MICS entre outros.

## Discografia

### Álbuns de estúdio
- Animal (2000)
- Storm (2002)
- Total Anarchy (2006)

### Coletâneas
- Zoo Vol.1 (2001)
- Zoo Vol.2 (2003)
- Zoo Vol.3 (2003)
- Most Wanted (2003)
- Animal In Storm (2004)
- Zoo Vol.4 (2009)
- My Way (2012)
- zoom in (2014)
- psysfection (2015)
- spin (2016)

## DVDs
- Hit 'N' Run World Tour Part I (2005)